# IMAM Ro.43
IMAM Ro.43 – włoski pokładowy wodnosamolot rozpoznawczy, używany na okrętach Regia Marina w czasie II wojny światowej.

## Historia
Ro.43 został zaprojektowany w odpowiedzi na zapotrzebowanie włoskiej marynarki wojennej na samolot rozpoznawczy, przystosowany do startu z katapulty okrętowej. Wytwórnia lotnicza Industrie Meccaniche a Aeronautuiche Meridionali (IMAM) z Neapolu przedstawiła konstrukcję wodnosamolotu opartą na rozwiązaniach produkowanego dla Regia Aeronautica dwupłata rozpoznawczego Ro.37. Prototyp, napędzany silnikiem gwiazdowym Piaggio P.IX R.C. o mocy 560 KM został oblatany w 1934 roku.
Samoloty seryjne, których produkcję rozpoczęto w roku 1935, zostały wyposażone w mocniejszy silnik Piaggio P.X R z trójłopatowym śmigłem. Trafiły one na pokłady dużych okrętów Regia Marina, gdzie służyły do rozpoznania, korygowania ognia artylerii i jako samoloty łącznikowe. Jednak w eksploatacji ujawniła się poważna wada samolotu. Jego konstrukcja okazała się zbyt delikatna, Ro.43 pozostające na odkrytych katapultach ulegały częstym uszkodzeniom. Nie najlepsze były też ich własności morskie, problematyczne stawały się start i lądowanie na wzburzonym morzu. Wszystko to, a także słabe osiągi i uzbrojenie spowodowały, że wodnosamoloty były wykorzystywane w bardzo ograniczonym zakresie.
Produkcję samolotu zakończono w 1941 roku, ogółem wyprodukowano 194 egzemplarze, z których 110 było w służbie w momencie przystąpienia Włoch do II wojny światowej w Europie. Poza okrętami Regia Marina używano ich również na okupowanych przez Włochy wyspach Morza Egejskiego. Jednak konieczność unowocześnienia sprzętu spowodowała stopniową wymianę Ro.43 na przystosowane do katapultowania lądowe myśliwce Reggiane Re.2000. Były one szybsze i lepiej uzbrojone, a relatywna bliskość brzegów w trakcie działań na Morzu Śródziemnym dawała im możliwość bezpiecznego dotarcia do najbliższego lotniska po wykonaniu zadania.

## Opis konstrukcji
IMAM Ro.43 był dwumiejscowym dwupłatem, wodnosamolotem z pływakiem centralnym, przystosowanym do bazowania na pokładach okrętów. Miał konstrukcję mieszaną: kadłub z rur stalowych kryty był częściowo blachą a częściowo płótnem, skrzydła miały konstrukcje metalowo – drewnianą krytą płótnem i były częściowo składane celem umożliwienia hangarowania. Główny pływak był drewniany, pływaki pomocnicze metalowe. Uzbrojenie stanowiły dwa karabiny maszynowe kal. 7,7 mm: stały pilota i ruchomy w kabinie obserwatora.
Jeszcze w 1936 roku opracowano jednomiejscową wersję myśliwską samolotu ze wzmocnionym uzbrojeniem, pod oznaczeniem Ro.44.